# Bobby Hosker
Robert Charles Hosker (sinh ngày 27 tháng 2 năm 1955) là một cựu cầu thủ bóng đá người Anh từng thi đấu ở vị trí tiền vệ chạy cánh tại Football League cho York City, ở bóng đá non-League cho Boston United và từng nằm trong đội hình của Middlesbrough không ra sân trận nào. Sau Boston ông đến Bỉ và thi đấu cho Racing Jet de Bruxelles ở giải hạng nhất (68/3), hạng hai và ba, và dừng lại sau sự hợp nhất năm 1988.